# غضب باهاموت
غضب باهاموت (باليابانية: 神撃のバハムート، بالروماجي: Shingeki no Bahamūto) (بالإنجليزية: Rage of Bahamut)‏ هو مسلسل أنمي تلفزيوني من إخراج كيتشي ساتو وتأليف كيتشي هاسيغاوا، ومن إنتاج استوديو مابا، مقتبس من لعبة فيديو غضب باهاموت.
عرض الأنمي في 6 أكتوبر عام 2014 واستمر عرضه حتى 29 ديسمبر عام 2014، وتكون من 13 حلقة. عرض الجزء الثاني في 7 أبريل عام 2017 واستمر عرضه حتى 29 سبتمبر عام 2017، وتكون من 24.

## القصة
تدور أحداث القصة عن ميستارسيا هو عالم سحري يعيش فيه البشر والآلهة والشياطين معًا، في الماضي كان الوحش الشيطاني المجنح الأسود باهاموت قد هدد بتدمير الأرض، لكن البشر والآلهة والشياطين تغلبوا على خلافاتهم للقتال معًا وختموا قوته، تم تقسيم مفتاح الختم إلى قسمين، نصف للآلهة والآخر للشياطين، حتى لا يتحدوا أبدًا ولا يُطلق سراح باهاموت أبدًا. بعد ألفي سنة العالم في عصر السلام، تظهر امرأة تدعى أميرة وتسرق نصف مفتاح الآلهة.

## الشخصيات

### غضب باهاموت: جنسيس
فافارو ليون (باليابانية: ファバロ・レオーネ، بالروماجي: Favaro Reōne)
أداء صوتي: هيرويوكي يوشينو
كايسر ليدفارد (باليابانية: カイザル・リドファルド، بالروماجي: Kaizaru Ridofarudo)
أداء صوتي: غو إينوي
أميرة (باليابانية: アーミラ، بالروماجي: Āmira)
أداء صوتي: ريسا شيميزو
ريتا (باليابانية: リタ، بالروماجي: Rita)
أداء صوتي: ميوكي ساواشيرو
لافالي (باليابانية: ラヴァレイ، بالروماجي: Ravarei)
أداء صوتي: هيرواكي هيراتا
جان دارك (باليابانية: ジャンヌ・ダルク، بالروماجي: Jan'nu Daruku)
أداء صوتي: ميغومي هان
باكوس (باليابانية: バッカス، بالروماجي: Bakkasu)
أداء صوتي: هيروشي إيواساكي
همسة (باليابانية: ハンサ، بالروماجي: Hansa)
أداء صوتي: شوتارو موريكوبو
عزازيل (باليابانية: アザゼル، بالروماجي: Azazeru)
أداء صوتي: ماساكازو موريتا
سيربيروس (باليابانية: ケルベロス، بالروماجي: Keruberosu)
أداء صوتي: إيري كيتامورا
بازوزو (باليابانية: パズズ، بالروماجي: Pazuzu)
أداء صوتي: تسويوشي كوياما
جبريل (باليابانية: ガブリエル، بالروماجي: Gaburieru)
أداء صوتي: أيومي فوجيمورا
ميخائيل (باليابانية: ミカエル، بالروماجي: Mikaeru)
أداء صوتي: شوتا آوي
رافائيل (باليابانية: ラファエル، بالروماجي: Rafaeru)
أداء صوتي: أيومي تسوجي
أوريل (باليابانية: ウリエル، بالروماجي: Urieru)
أداء صوتي: إيري أوزيكي
تشاريوس XIII (باليابانية: シャリオス13世، بالروماجي: Shariosu 13-sei)
أداء صوتي: تيشو غيندا
مارتينيت (باليابانية: マルチネ، بالروماجي: Maruchine)
أداء صوتي: كينجيرو تسودا
لوسيفر (باليابانية: ルシフェル، بالروماجي: Rushiferu)
أداء صوتي: تاكاهيرو ساكوراي
بلزبوث (باليابانية: ベルゼビュート، بالروماجي: Beruzebyūto)
أداء صوتي: ريوزابورو أوتومو

### غضب باهاموت: فريجين سول
نينا دراغون (باليابانية: ニーナ・ドランゴ، بالروماجي: Nīna Dorango)
أداء صوتي: سومير موروهوشي
تشاريوس XVII (باليابانية: シャリオス17世، بالروماجي: Shariosu 17-sei)
أداء صوتي: يويتشيرو أوميهارا
سوفيل (باليابانية: ソフィエル، بالروماجي: Sofieru)
أداء صوتي: مايا ساكاموتو
موغارو / إل (باليابانية: ムガロ، بالروماجي: mugaro)
أداء صوتي: ريي كوغيميا
دياس باردولوميو (باليابانية: ディアス・バルドロメウ، بالروماجي: Diasu Barutoromeu)
أداء صوتي: ماسوهيرو ماميا
أليساند فيسبونتي (باليابانية: アレサンド･ヴィスポンティ، بالروماجي: Aresando Visuponti)
أداء صوتي: كينشو أونو
قائد فرقة أونيكس (باليابانية: 漆黒兵隊長، بالروماجي: Shikkoku Heitaichō)
أداء صوتي: هيروشي شيروكوما

## وصلات خارجية
- الموقع الرسمي باللغة اليابانية
- Virgin Soul Website
- غضب باهاموت على موقع IMDb (الإنجليزية)
- غضب باهاموت على موقع روتن توميتوز (الإنجليزية)
- غضب باهاموت على موقع نتفليكس (الإنجليزية)
- غضب باهاموت على موقع كينوبويسك (الروسية)
- غضب باهاموت على موقع قاعدة بيانات الفيلم (الإنجليزية)
- غضب باهاموت على موقع ANN anime (الإنجليزية)